# Estucat al foc

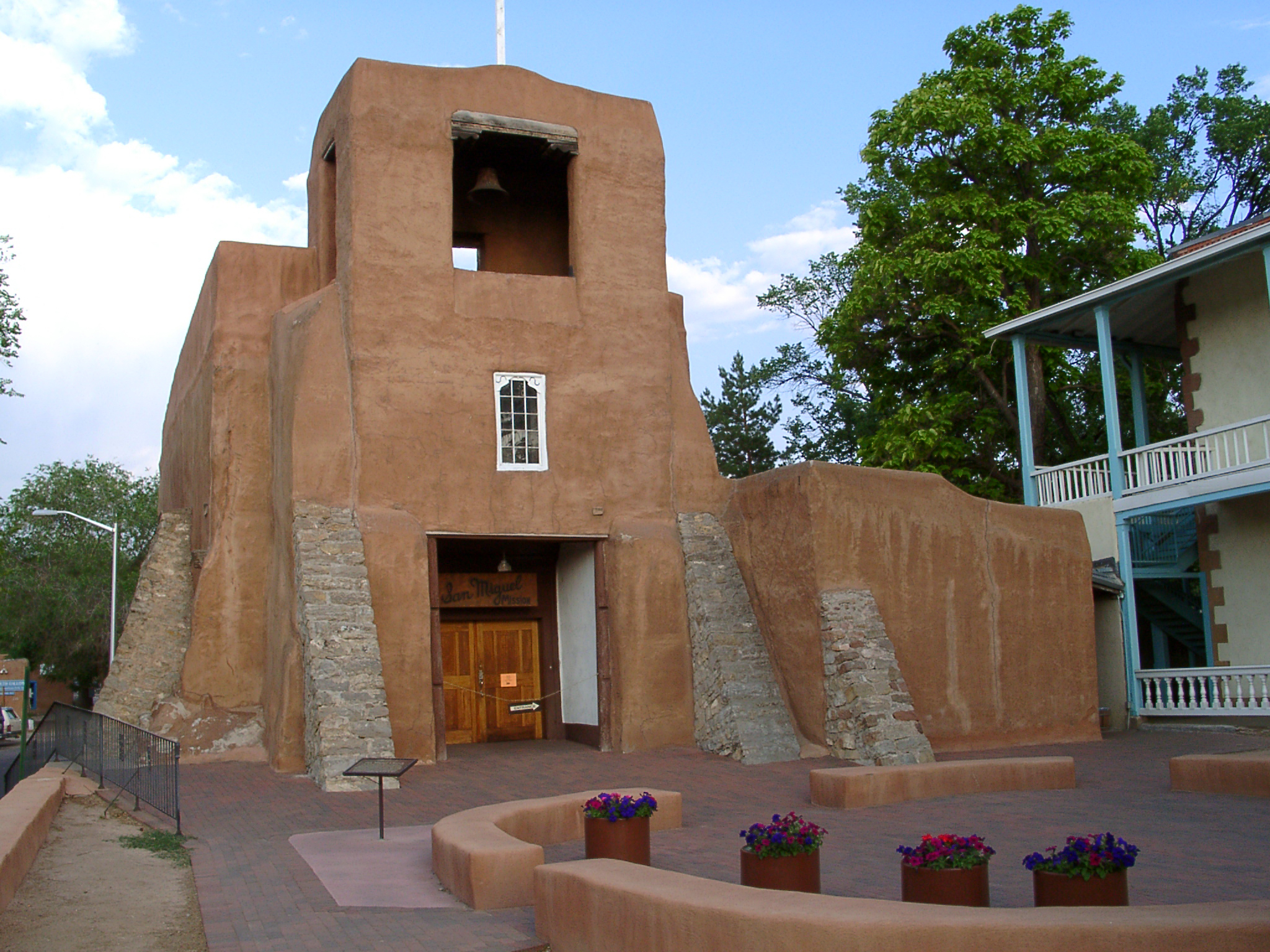
Paret realitzada amb estuc de calç planxat al foc. Església de Sant Miquel, a Santa Fe (Nou Mèxic)

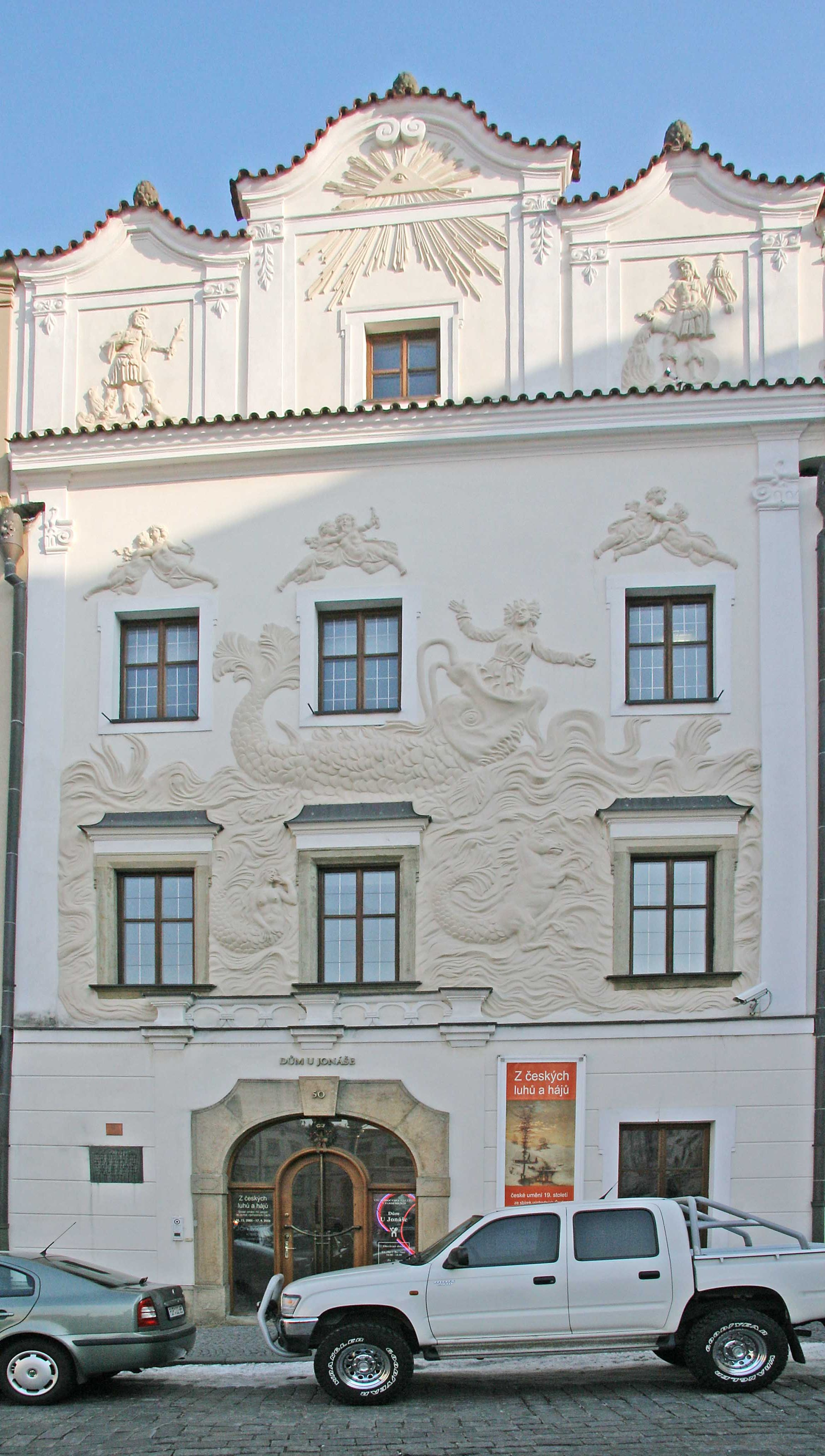
Decoració realitzada amb estuc de calç planxat al foc

L'Estucat al foc és una variant de la tècnica de l'estucat que fa servir una pasta de gra fi composta de calç apagada, marbre polvoritzat i pigments naturals, que s'endureix per reacció química en entrar en contacte el carbonat de calci de la calç amb el diòxid de carboni (CO₂) i s'utilitza sobretot en els acabats de parets i sostres, fins i tot s'ha fet servir com acabat de parets exteriors.

## Etimologia
El terme estuc prové de l'italià stucco, sent una forma de terminació o decoració de parets i sostres, interiors o exteriors, basada en pintures i diferents tipus de morters que permet l'obtenció de diverses textures. Donada la seva versatilitat, s'adapta a qualsevol tipus de construcció o època. A part de la funció decorativa, reforça el mur i l'impermeabilitza, encara que permetent la transpiració natural.

## Acabats
L'estucat al foc admet nombrosos tractaments, entre els quals destaquen el modelatge i l'esgrafiat obtenint formes ornamentals, el polit per donar-li l'aparença del marbre o decorar-lo amb un pintat policrom.
Les possibilitats de la calç per fer acabats la fa molt versàtil, i es poden aconseguir meravellosos estucs planxats al foc, imitant el marbre per la seva brillantor, estètica i tacte podent fer imitacions de pedra tallada o de les més rústiques pedres naturals.
Tant per a interiors com per a exteriors ofereix una important capacitat de transpirar i un baix nivell de radiació, qualitats tan apreciades com l'absència de juntes i un ventall de colors que permet acabats sempre originals i genuïns.

## Aplicació

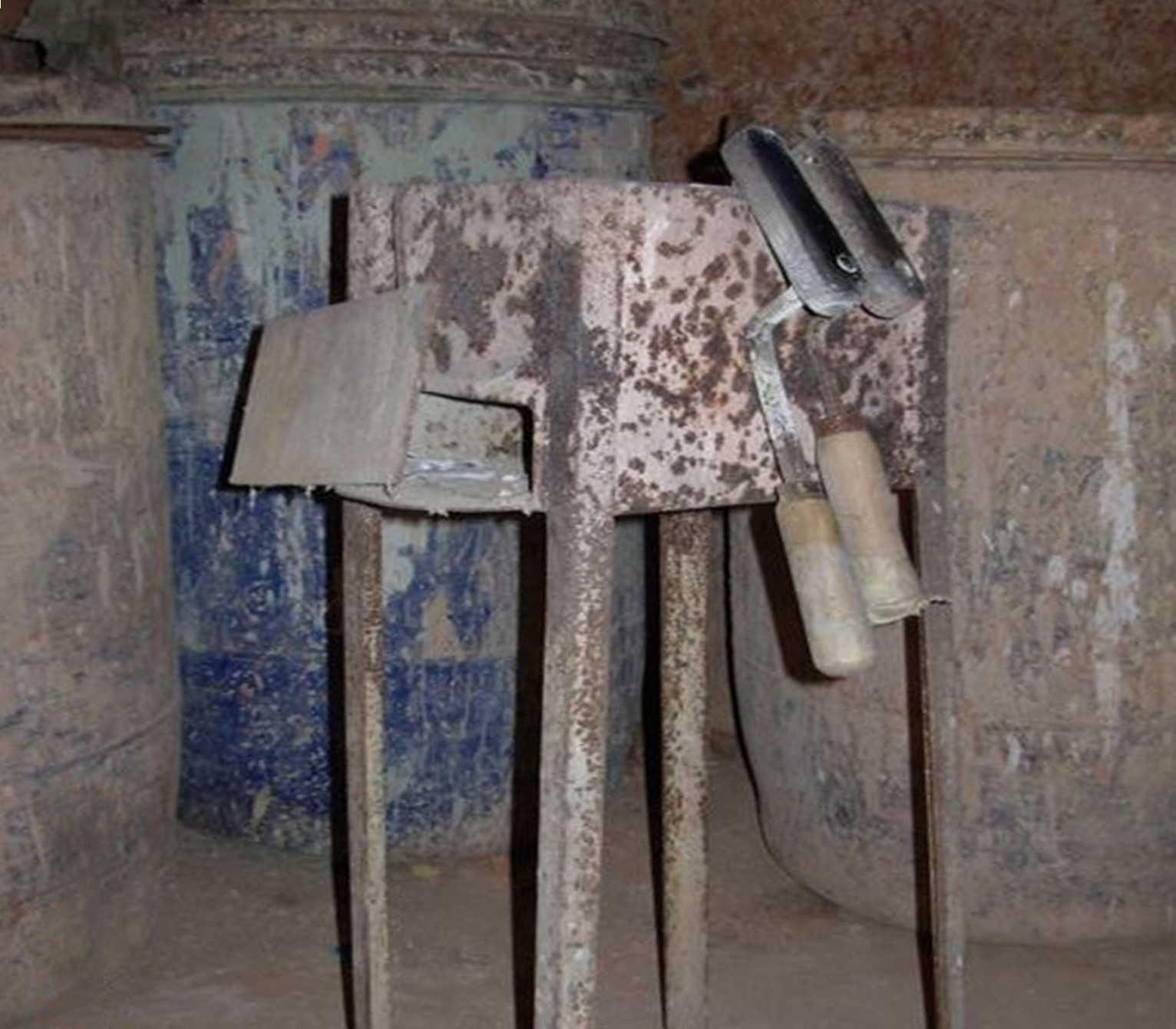
Eines d'estucar al foc

Sobre maons o altres tipus de material similars:
- S'humiteja lleugerament la superfície, i s'aplica una capa de 2 a 4 mm cobrint tota l'àrea amb una llana llisa. Es deixa assecar l'aplicació durant 12 hores i s'aplica una segona capa no superior a 3 mm per donar-li l'acabat final.

Sobre una superfície fina de ciment:
- S'aplica l'estuc amb una llana llisa cobrint tota la superfície amb una capa no superior 4 mm. Un cop començat l'assecatge se li pot donar textura.